# Мальтійська церква (Відень)
Мальтійська церква (церква Святого Іоанна Хрестителя; Мальтезеркірхе, нім. Malteserkirche) — католицька церква у місті Відень, Австрія. Назва від Мальтійського ордена, якому вона належить. Знаходиться у Внутрішньому Місті, на Кернтнерштрассе, будинок 37. У будівлі в цьому ж кварталі на Йоханнесгассе (нім. Johannesgasse) розташований Австрійський Великий пріорат (нім. Großpriorat von Österreich) Мальтійського ордена.

## Історія
Перша церква, що розташовувалася на місці сьогоднішньої церкви святого Іоанна Хрестителя, була побудована в 1217 році. Церква мала назву «Будинок магістра ордена святого Іоанна» і належала Мальтійському ордену. Сучасний храм був побудований в середині XV століття. У XVIII столітті храм був перебудований в бароковому стилі. У 1857 році були додані вітражі. У 1933 році мальтійський орден, який за наслідків Першої світової війни перебував у важкому фінансовому становищі змушений був продати будівлю місцевій архиєпархії, але в 1960 році викупив її. З 1960 року почалася реставрація храму, яка була повністю завершена в 1998 році.
Вівтар церкви був створений 1730 року архітектором Йоганном Георгом Шмідтом.
У церкві декілька разів виголошував проповіді німецький священик Абрахам а Санта-Клара (1644—1709).

## Галерея

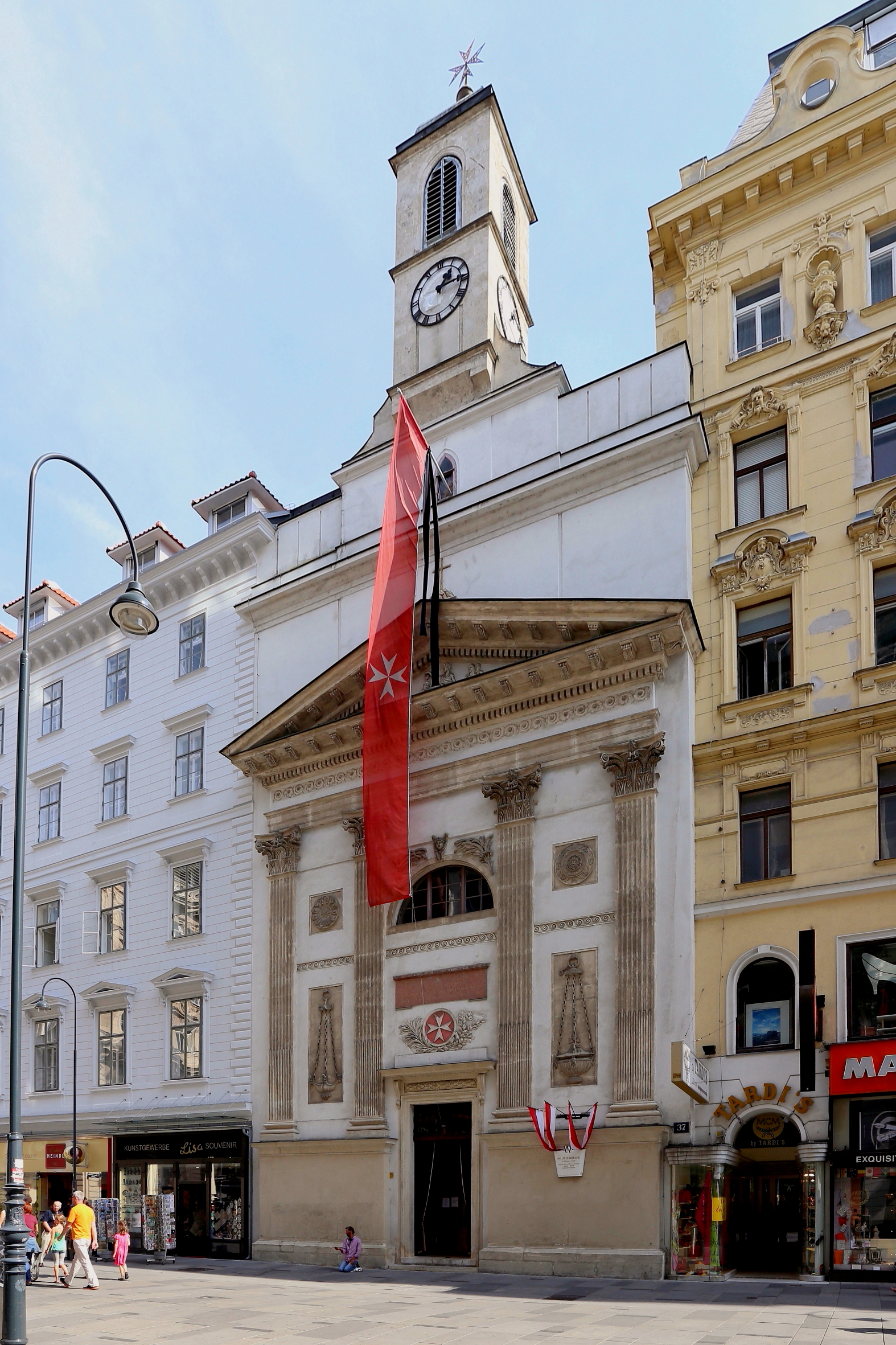
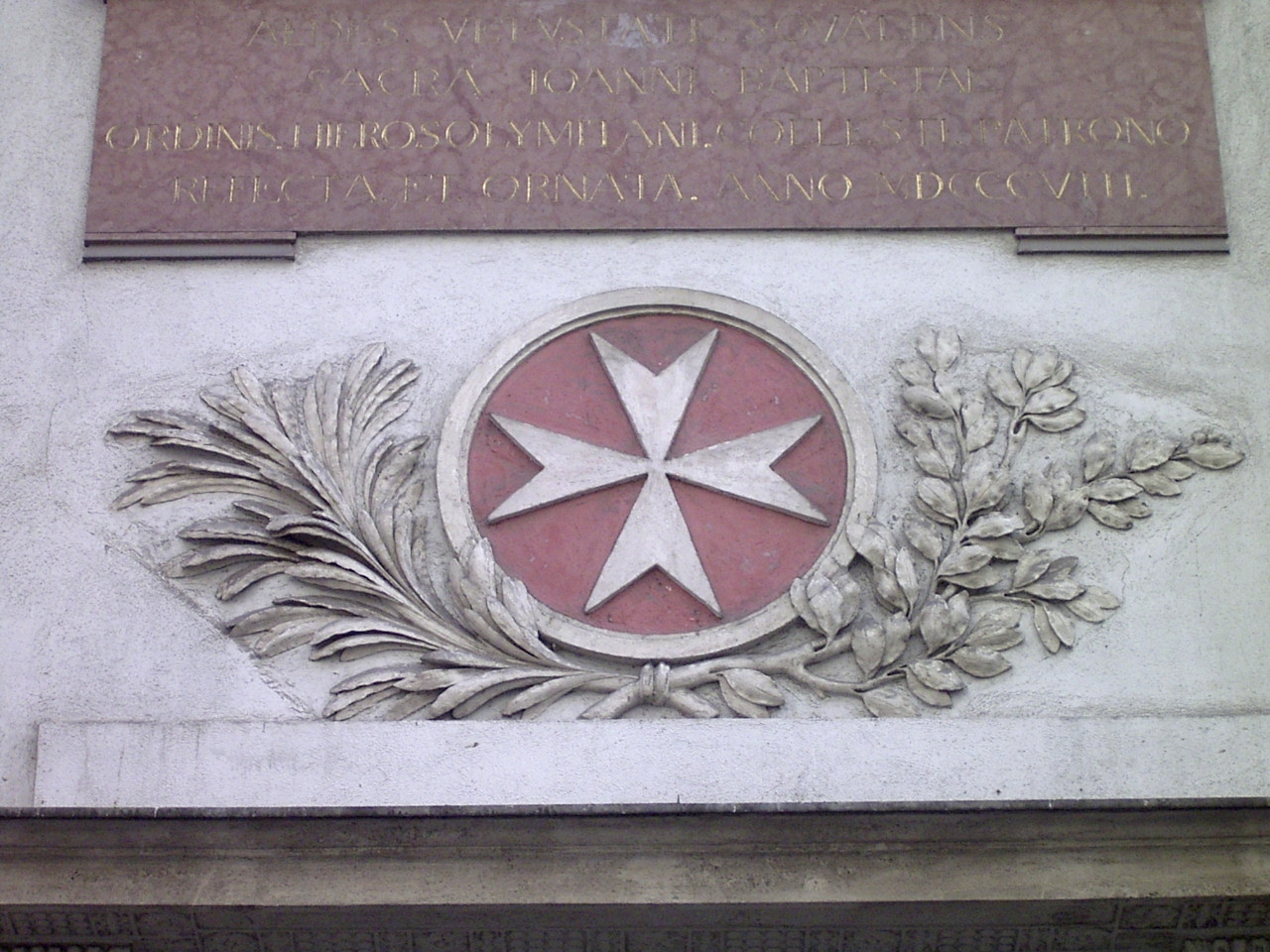
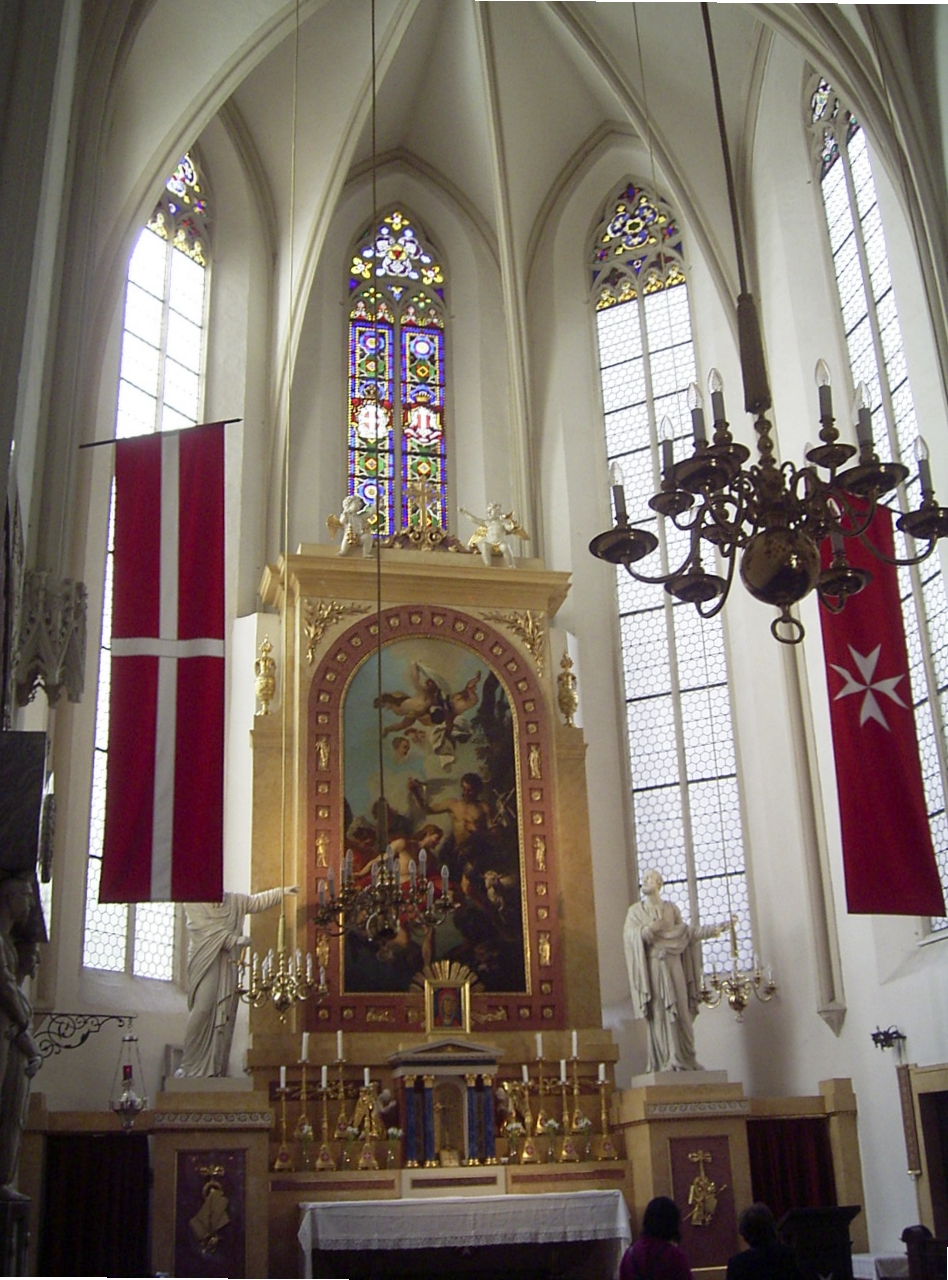
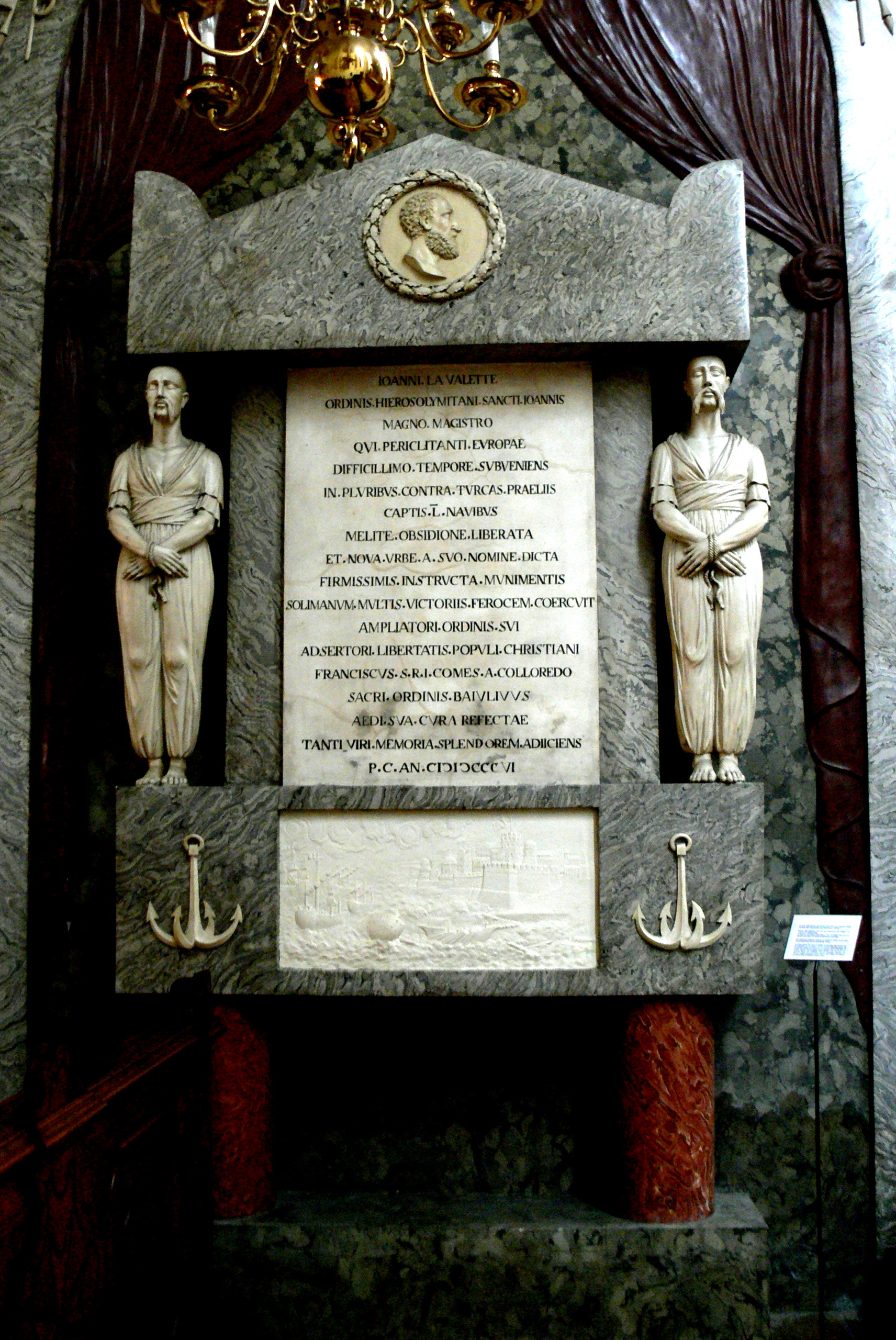
Пам'ятник Жану Парізо де ла Валетту